# Мирная (Новгородская область)
Мирная — деревня в Солецком муниципальном районе Новгородской области. Относится к Выбитскому сельскому поселению.

## История
Указу Президиума Верховного Совета РСФСР от 03.12.1953 года деревня Горемыка переименована в Мирную.

## Население
| 2010 |
| ---- |
| 5    |